# Kaliakra Kavarna
PFC Kaliakra Kavarna is een Bulgaarse voetbalclub uit Kavarna, een kustplaats aan de Zwarte Zee in de Dobroedzja-regio.
De club werd in 1922 opgericht en speelt sinds 1957 onder de huidige naam. In de tussentijd kwam de club uit onder de namen Venus Venera, Bizone, SC Dobrotich, SC Spartak en Cherveno.
In 1980 promoveerde de club voor het eerst naar de B Grupa, het tweede niveau. Na drie seizoenen degradeerde Kaliakra Kavarna. In 2005 promoveerde de club weer naar de B Grupa. In 2008 werd de club tweede maar verloor in de play-offs om promotie naar de A Grupa na penalty's van Minyor Pernik. Een jaar later promoveerde Kaliakra Kavarna wel naar de A Grupa door kampioen in de B Grupa Oost te worden. Tevens werd de halve finale van de Bulgaarse Beker behaald. In 2012 degradeerde de club. Twee jaar later degradeerde de club verder naar de derde klasse. In 2020 werd de club uit de competitie gezet en begon de club in 2020/21 terug op regionaal niveau.  